# مونيكا مارون
مونيكا مارون (بالألمانية: Monika Maron)‏ (و. 1941 – م) هي صحفية، وكاتبة من ألمانيا . ولدت في برلين .

## جوائز
حصلت على جوائز منها:
- كاتب مدينة ماينتس.

## روابط خارجية
- مونيكا مارون على موقع IMDb (الإنجليزية)
- مونيكا مارون على موقع الموسوعة البريطانية (الإنجليزية)
- مونيكا مارون على موقع مونزينجر (الألمانية)